# Tibučina
Tibučina (lat. Tibouchina), rod vazdazelenih trajnica, polugrmova, grmova i visećih penjačica iz porodice Melastomataceae. Preko 200 priznatih vrsta rasprostraneno je na području Antilske, Srednje i Južne Amerike. Neke vrste uveyene su u tropska područja Azije (Indijski potkontinent, Malezija) i Afrike (Madagaskar)

## Vrste
1. Tibouchina ackermannii Cogn.
2. Tibouchina ademarii P.J.F.Guim., R.Romero & Leoni
3. Tibouchina adenophora Cogn.
4. Tibouchina alata Cogn.
5. Tibouchina albescens Cogn.
6. Tibouchina albescens Cogn. ex P.J.F.Guim., A.L.F.Oliveira & R.Romero
7. Tibouchina almedae Todzia
8. Tibouchina alpestris Cogn.
9. Tibouchina amoena Herzog
10. Tibouchina anderssonii Wurdack
11. Tibouchina andreana Cogn.
12. Tibouchina apparicioi Brade
13. Tibouchina araguaiensis P.J.F.Guim.
14. Tibouchina araneicalyx de Santiago
15. Tibouchina arenaria Cogn.
16. Tibouchina aristeguietae Wurdack
17. Tibouchina arthrostemmoides Cogn.
18. Tibouchina asperifolia Cogn.
19. Tibouchina aurea Cogn.
20. Tibouchina axillaris Cogn.
21. Tibouchina bahiensis Wurdack
22. Tibouchina barnebyana Wurdack
23. Tibouchina bergiana Cogn.
24. Tibouchina blanchetiana Cogn.
25. Tibouchina boraceiensis Brade
26. Tibouchina boudetii P.J.F.Guim. & R.Goldenb.
27. Tibouchina bracteolata J.G.Freitas, A.K.A.Santos & R.P.Oliveira
28. Tibouchina bradeana S.S.Renner
29. Tibouchina breedlovei Wurdack
30. Tibouchina brevisepala Cogn.
31. Tibouchina brittoniana Cogn.
32. Tibouchina bruniana P.J.F.Guim.
33. Tibouchina caatingae J.G.Freitas
34. Tibouchina caldensis Cogn.
35. Tibouchina calycina Cogn.
36. Tibouchina campii Wurdack
37. Tibouchina carvalhoi Wurdack
38. Tibouchina castellensis Brade
39. Tibouchina catharinae Pittier
40. Tibouchina cerastifolia Cogn.
41. Tibouchina chiapensis Wurdack
42. Tibouchina cinerea Cogn.
43. Tibouchina cisplatensis Cogn.
44. Tibouchina clavata (Pers.) Wurdack
45. Tibouchina comosa J.G.Freitas, A.K.A.Santos & R.P.Oliveira
46. Tibouchina congestiflora Todzia
47. Tibouchina connata Gleason ex Todzia
48. Tibouchina cordifolia Cogn.
49. Tibouchina cornuta Gleason
50. Tibouchina crassiramis Cogn.
51. Tibouchina cristata Brade
52. Tibouchina cryptadena Gleason
53. Tibouchina decemcostata Cogn.
54. Tibouchina decora Gleason
55. Tibouchina dimorphylla Gleason
56. Tibouchina discolor Brade
57. Tibouchina dissitiflora Wurdack
58. Tibouchina divaricata Cogn.
59. Tibouchina dubia Cogn.
60. Tibouchina duidae Gleason
61. Tibouchina durangensis Standl.
62. Tibouchina dusenii Cogn.
63. Tibouchina edmundoi Brade
64. Tibouchina eichleri Cogn.
65. Tibouchina elegantula Todzia & Almeda
66. Tibouchina erioclada Cogn.
67. Tibouchina estrellensis (Raddi) Cogn.
68. Tibouchina exasperata Cogn.
69. Tibouchina excoriata Cogn.
70. Tibouchina ferrariana Cogn.
71. Tibouchina floribunda Cogn.
72. Tibouchina formosa Cogn.
73. Tibouchina fraterna N.E.Br.
74. Tibouchina fulvipilis Cogn.
75. Tibouchina gardneri Cogn.
76. Tibouchina geitneriana Cogn.
77. Tibouchina gleasoniana Wurdack
78. Tibouchina goldenbergii F.S.Mey., P.J.F.Guim. & Kozera
79. Tibouchina grossa Cogn.
80. Tibouchina hassleri Cogn.
81. Tibouchina hatschbachii Wurdack
82. Tibouchina herbacea (DC.) Cogn.
83. Tibouchina herincquiana Cogn.
84. Tibouchina herzogii Cogn.
85. Tibouchina hintonii Gleason ex Todzia
86. Tibouchina hirsuta Cogn.
87. Tibouchina hirsutissima Cogn.
88. Tibouchina huberi Wurdack
89. Tibouchina hutchisonii Wurdack
90. Tibouchina hygrophila Cogn.
91. Tibouchina incarum Gleason
92. Tibouchina inopinata Wurdack
93. Tibouchina itatiaiae Cogn.
94. Tibouchina johnwurdackiana Todzia
95. Tibouchina karstenii Cogn.
96. Tibouchina kingii Wurdack
97. Tibouchina kleinii Wurdack
98. Tibouchina kuhlamannii Brade
99. Tibouchina kunhardtii Gleason
100. Tibouchina laevicaulis Wurdack
101. Tibouchina laevis Cogn.
102. Tibouchina lanceolata Cogn.
103. Tibouchina lancifolia Wurdack
104. Tibouchina latebracteolata Paul G.Wilson
105. Tibouchina lilacina Cogn.
106. Tibouchina lindeniana Cogn.
107. Tibouchina lithophila Wurdack
108. Tibouchina llanorum Wurdack
109. Tibouchina longipilosa Cogn.
110. Tibouchina longisepala Cogn.
111. Tibouchina longistyla (Cogn.) S.S.Renner
112. Tibouchina luetzelburgii Markgr.
113. Tibouchina lutzii Brade
114. Tibouchina macvaughii Todzia
115. Tibouchina manicata Cogn.
116. Tibouchina mariae Wurdack
117. Tibouchina mathaei Cogn.
118. Tibouchina melanocalyx R.Romero, P.J.F.Guim. & Leoni
119. Tibouchina mello-barretoi Brade
120. Tibouchina membranifolia Cogn.
121. Tibouchina microphylla Cogn. ex Schwacke
122. Tibouchina minor Cogn.
123. Tibouchina minutiflora Cogn.
124. Tibouchina mollis Cogn.
125. Tibouchina mosenii Cogn.
126. Tibouchina nanifolia Todzia
127. Tibouchina narinoensis Wurdack
128. Tibouchina nigricans Cogn. ex P.J.F.Guim., A.L.F.Oliveira & R.Romero
129. Tibouchina nitida (Graham) Cogn.
130. Tibouchina nobilis Rech.
131. Tibouchina noblickii Wurdack
132. Tibouchina nodosa Wurdack
133. Tibouchina obtusifolia Cogn.
134. Tibouchina octopetala Cogn.
135. Tibouchina oligantha Gleason
136. Tibouchina oreophila Wurdack
137. Tibouchina oroensis Gleason
138. Tibouchina pallida Cogn.
139. Tibouchina parviflora Cogn.
140. Tibouchina patens Todzia
141. Tibouchina paulistana Hoehne
142. Tibouchina pauloalvinii Vinha
143. Tibouchina pendula Cogn.
144. Tibouchina pentamera (Ule) J.F.Macbr.
145. Tibouchina pereirae Brade & Markgr.
146. Tibouchina pilosa Cogn.
147. Tibouchina prostrata Ule
148. Tibouchina pulcherrima Gleason
149. Tibouchina purpurascens Cogn.
150. Tibouchina quartzophila Brade
151. Tibouchina radula Markgr.
152. Tibouchina ramboi Brade
153. Tibouchina rediviva Cogn.
154. Tibouchina regeliana Cogn.
155. Tibouchina regnellii Cogn.
156. Tibouchina reitzii Brade
157. Tibouchina repens Wurdack
158. Tibouchina rhynchantherifolia Cogn.
159. Tibouchina riedeliana Cogn.
160. Tibouchina rigidula (Naudin) Wurdack
161. Tibouchina riparia Markgr.
162. Tibouchina robusta Cogn.
163. Tibouchina rojasii Cogn.
164. Tibouchina rosanae P.J.F.Guim. & Woodgyer
165. Tibouchina roseotincta Todzia
166. Tibouchina rubrobracteata R.Romero & P.J.F.Guim.
167. Tibouchina rupestris Cogn.
168. Tibouchina rupicola Hoehne
169. Tibouchina rusbyi Cogn.
170. Tibouchina sandiensis Wurdack
171. Tibouchina saxicola F.S.Mey., P.J.F.Guim. & R.Goldenb.
172. Tibouchina saxosa Gleason
173. Tibouchina schenckii Cogn.
174. Tibouchina schwackei Cogn.
175. Tibouchina sebastianopolitana (Raddi) Cogn.
176. Tibouchina sellowiana Cogn.
177. Tibouchina sericea de Santiago
178. Tibouchina serrana P.J.F.Guim. & A.B.Martins
179. Tibouchina sickii Brade
180. Tibouchina silvestris Todzia & Almeda
181. Tibouchina simplicicaulis Cogn.
182. Tibouchina sinaloensis Todzia
183. Tibouchina sipapoana Gleason
184. Tibouchina solmsii Cogn.
185. Tibouchina spruceana Cogn.
186. Tibouchina stellipilis Wurdack
187. Tibouchina stenophylla Cogn.
188. Tibouchina steyermarkii Wurdack
189. Tibouchina stipulacea Vinha
190. Tibouchina stricta Wurdack
191. Tibouchina subglabra Wurdack
192. Tibouchina taperoensis Wurdack
193. Tibouchina tedescoi Meirelles, L.Kollmann & R.Goldenb.
194. Tibouchina terrariana Cogn.
195. Tibouchina tetrapetala Cogn.
196. Tibouchina thulia Todzia
197. Tibouchina tomentulosa Wurdack
198. Tibouchina triflora Gleason
199. Tibouchina urbani Cogn.
200. Tibouchina urvilleana Cogn.
201. Tibouchina venosa Gleason
202. Tibouchina versicolor Cogn.
203. Tibouchina verticillaris Cogn.
204. Tibouchina violacea Cogn.
205. Tibouchina virgata Cogn.
206. Tibouchina wasshausenii Wurdack
207. Tibouchina weberbaueri Cogn.
208. Tibouchina wurdackii Almeda & Todzia
209. Tibouchina xochiatencana de Santiago